# Conus mappa
Conus mappa é uma espécie de gastrópode do gênero Conus, pertencente à família Conidae.

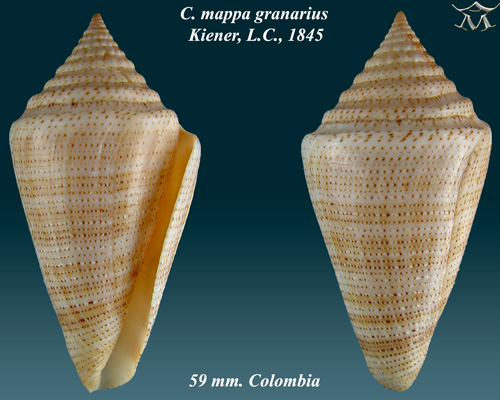
Conus mappa granarius Kiener, L.C., 1845
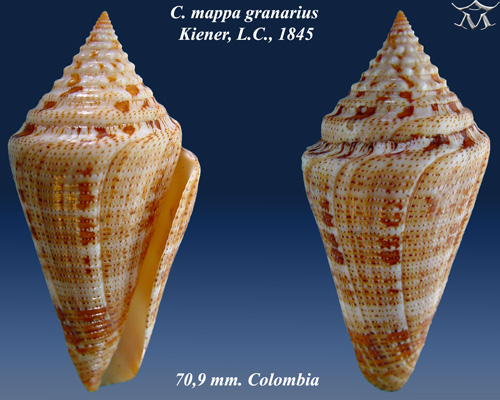
Conus mappa granarius Kiener, L.C., 1845
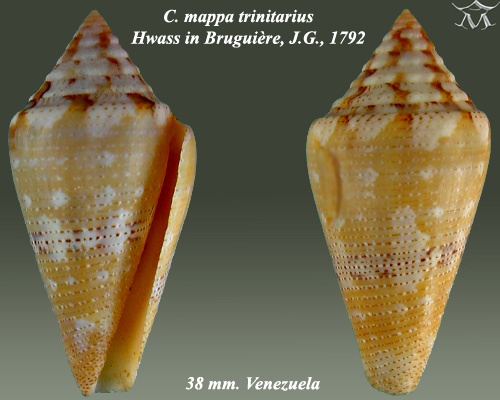
Conus mappa trinitarius Hwass in Bruguière, J.G., 1792
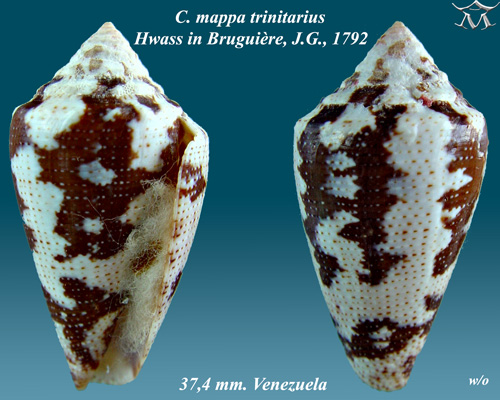
Conus mappa trinitarius Hwass in Bruguière, J.G., 1792